# چارلز دان
چارلز دان (انگلیسی: Charles Dunne؛ زادهٔ ۱۳ فوریهٔ ۱۹۹۳) بازیکن فوتبال اهل جمهوری ایرلند است.
از باشگاه‌هایی که در آن بازی کرده‌است می‌توان به باشگاه فوتبال استاینز تاون، باشگاه فوتبال وایکام واندررز، و باشگاه فوتبال بلکپول اشاره کرد.
وی همچنین در تیم ملی فوتبال زیر ۲۱ سال جمهوری ایرلند بازی کرده‌است.